# Gnaphosa iberica
Gnaphosa iberica är en spindelart som beskrevs av Simon 1878. Gnaphosa iberica ingår i släktet Gnaphosa och familjen plattbuksspindlar.
Artens utbredningsområde är Spanien. Inga underarter finns listade i Catalogue of Life.